# Stenåkern
Stenåkern este o arie protejată (arie specială de conservare — SAC, sit de importanță comunitară — SCI) din Suedia întinsă pe o suprafață de 44,5 ha, integral pe uscat.

## Localizare
Centrul sitului Stenåkern este situat la coordonatele 65°31′36″N 22°13′38″E / 65.5266°N 22.2272°E.

## Înființare
Situl Stenåkern a fost declarat sit de importanță comunitară în decembrie 1995 pentru a proteja un număr necunoscut de specii din flora spontană și fauna sălbatică aflate în arealul zonei. Situl a fost protejat și ca arie specială de conservare în martie 2011.

## Biodiversitate
Situată în ecoregiunea boreală, aria protejată conține 1 habitat natural: Taiga vestică.
La baza desemnării sitului se află un număr nedeclarat de specii protejate.